# Terme Regina
Le terme Regina sono uno degli stabilimenti termali di Montecatini Terme.

## Storia e descrizione
Situate all'interno del parco del Tettuccio, vennero fondate nel 1773. L'attuale complesso venne realizzato tra il 1923 e il 1927, in stile neorinascimentale, su progetto di Ugo Giovannozzi. È costituito da un grande edificio a pianta rettangolare con un vasto salone centrale con due sali laterali, una per la distribuzione delle acque e una per il cibo. La sorgente Regina si trova nella parte più alta del parco all'interno di un portico circolare ristrutturato nel 1937.